# Pamanto
Pamanto is een bestuurslaag in het regentschap Sumbawa van de provincie West-Nusa Tenggara, Indonesië. Pamanto telt 1969 inwoners (volkstelling 2010).